# Salsola flexuosa
Salsola flexuosa är en amarantväxtart som beskrevs av Viktor Petrovitj Botjantsev. Salsola flexuosa ingår i släktet sodaörter, och familjen amarantväxter. Inga underarter finns listade i Catalogue of Life.